# Dacrymyces dictyosporus
Dacrymyces dictyosporus är en svampart som beskrevs av G.W. Martin 1959. Dacrymyces dictyosporus ingår i släktet Dacrymyces och familjen Dacrymycetaceae.   Inga underarter finns listade i Catalogue of Life.